# Diocesi di Indore
La diocesi di Indore (in latino Dioecesis Indorensis) è una sede della Chiesa cattolica in India suffraganea dell'arcidiocesi di Bhopal. Nel 2023 contava 17.750 battezzati su 7.905.632 abitanti. È retta dal vescovo Thomas Mathew Kuttimackal.

## Territorio
La diocesi comprende i distretti di Indore, Dewas e Dhar (ad eccezione del taluk di Sardarpur), nello stato indiano di Madhya Pradesh.
Sede vescovile è la città di Indore, dove si trova la cattedrale di San Francesco d'Assisi.
Il territorio è suddiviso in 26 parrocchie.

## Storia
La missione sui iuris di Indore fu eretta il 3 marzo 1931, ricavandone il territorio dalle diocesi di Ajmer, di Allahabad e di Nagpur (oggi arcidiocesi).
L'11 marzo 1935 la missione sui iuris fu elevata a prefettura apostolica con la bolla Salutis animarum di papa Pio XI, resa suffraganea dell'arcidiocesi di Agra.
Il 15 maggio 1952 è stata elevata al rango di diocesi con la bolla Quae christianum nomen di papa Pio XII.
Successivamente ha ceduto a più riprese porzioni del suo territorio a vantaggio dell'erezione di nuove circoscrizioni ecclesiastiche e precisamente:
- l'arcidiocesi di Bhopal, di cui contestualmente è divenuta suffraganea, il 13 settembre 1963;
- l'esarcato apostolico di Ujjain (oggi eparchia) il 29 luglio 1968;
- la diocesi di Khandwa il 3 febbraio 1977.

L'11 marzo 1981 incorporò il distretto di Mandsaur, che era appartenuto alla diocesi di Ajmer e Jaipur (oggi divisa in diocesi di Ajmer e diocesi di Jaipur).
Il 25 marzo 2002 cedette un'ulteriore porzione di territorio a vantaggio dell'erezione della diocesi di Jhabua.

## Cronotassi dei vescovi
Si omettono i periodi di sede vacante non superiori ai 2 anni o non storicamente accertati.
- Peter Janser, S.V.D. † (3 marzo 1931 - 1947 dimesso)
- Hermann Westermann, S.V.D. † (20 marzo 1948 - 14 giugno 1951 nominato vescovo di Sambalpur)
- Frans Simons, S.V.D. † (15 maggio 1952 - 26 giugno 1971 dimesso)
- George Marian Anathil, S.V.D. † (18 dicembre 1972 - 24 ottobre 2008 dimesso)
- Chacko Thottumarickal, S.V.D. (24 ottobre 2008 - 17 febbraio 2024 ritirato)
- Thomas Mathew Kuttimackal, dal 17 febbraio 2024

## Statistiche
La diocesi nel 2023 su una popolazione di 7.905.632 persone contava 17.750 battezzati, corrispondenti allo 0,2% del totale.
| anno | popolazione | popolazione | popolazione | presbiteri | presbiteri | presbiteri | presbiteri                | diaconi | religiosi | religiosi | parrocchie |
| anno | battezzati  | totale      | %           | numero     | secolari   | regolari   | battezzati per presbitero | diaconi | uomini    | donne     | parrocchie |
| ---- | ----------- | ----------- | ----------- | ---------- | ---------- | ---------- | ------------------------- | ------- | --------- | --------- | ---------- |
| 1950 | 16.585      | 6.000.000   | 0,3         | 34         | 3          | 31         | 487                       |         |           | 77        | 5          |
| 1970 | 27.656      | 5.400.000   | 0,5         | 61         | 20         | 41         | 453                       |         | 70        | 166       | 26         |
| 1980 | 13.462      | 4.481.000   | 0,3         | 47         | 17         | 30         | 286                       |         | 57        | 137       | 4          |
| 1990 | 17.267      | 6.647.000   | 0,3         | 80         | 33         | 47         | 215                       |         | 135       | 337       | 7          |
| 1999 | 37.896      | 8.519.538   | 0,4         | 110        | 49         | 61         | 344                       |         | 103       | 364       | 45         |
| 2000 | 38.341      | 8.719.538   | 0,4         | 107        | 48         | 59         | 358                       |         | 112       | 378       | 45         |
| 2001 | 44.673      | 9.114.915   | 0,5         | 107        | 46         | 61         | 417                       |         | 108       | 371       | 45         |
| 2002 | 19.206      | 4.496.287   | 0,4         | 71         | 27         | 44         | 270                       |         | 92        | 233       | 21         |
| 2003 | 19.206      | 4.496.287   | 0,4         | 67         | 22         | 45         | 286                       |         | 64        | 230       | 21         |
| 2004 | 19.206      | 4.496.287   | 0,4         | 73         | 22         | 51         | 263                       |         | 69        | 308       | 21         |
| 2006 | 35.674      | 4.514.518   | 0,8         | 76         | 25         | 51         | 469                       |         | 69        | 308       | 21         |
| 2013 | 19.934      | 6.888.000   | 0,3         | 83         | 30         | 53         | 240                       |         | 70        | 420       | 25         |
| 2016 | 19.991      | 7.160.000   | 0,3         | 85         | 38         | 47         | 235                       |         | 62        | 440       | 25         |
| 2019 | 16.986      | 7.350.000   | 0,2         | 118        | 45         | 73         | 143                       |         | 145       | 441       | 25         |
| 2021 | 17.400      | 7.509.690   | 0,2         | 119        | 43         | 76         | 146                       |         | 142       | 460       | 25         |
| 2023 | 17.750      | 7.905.632   | 0,2         | 123        | 49         | 74         | 144                       |         | 141       | 547       | 26         |